# 金玟哉
金玟哉（韓語：김민재，1996年11月15日—），常被誤譯為金敏在，為韓國职业足球員，現效力德甲球隊拜仁慕尼黑，司职中卫，亦是目前亚洲足坛最顶尖的中后卫。韩国国家足球队成员。

## 俱乐部生涯
2016年，金玟哉从延世大学退学，加入庆州韩国水力原子力，开始参加韩国国家联赛。
在2017年冬季转会窗中，金玟哉自由转会至全北现代汽车。从赛季初起，崔康熙便对他寄予厚望。
2017年3月5日，金玟哉与金珍洙在2017年韩国足球经典联赛首轮对阵全南天龙的“湖南德比”中首次为全北出场。
2017年6月25日，他在联赛第16轮对阵大邱FC的比赛中打入加盟球队以来的首个进球。
2017年11月20日，他凭借29次联赛出场和2个联赛进球的优异表现获得K联赛年度最佳青年球员奖项。
2019年1月28日，金玟哉自宣加盟中超联赛球隊北京中赫国安。
在2021年夏季转会窗中，金玟哉加盟土超球隊費倫巴治，簽訂了一份為期 4 年的合同。
金玟哉在8月22日代表費內巴切對陣安塔利亞的第一場比賽中，在費內巴切後衛中作出最多鏟球。9月16日他在欧洲联赛D組對陣法兰克福的比賽中首次在歐洲比賽亮相 。在10月17日在土超對陣特拉布宗體育的比賽中收到他的第一張紅牌兩天后， 金玟哉說:“這對我來說是我 5 年職業生涯中第一次以最高水平踢球，我想我們必須在土耳其有這樣的經歷。” 11月21日，在費倫巴治對加拉塔沙雷的比賽後 金玟哉以76.3%的選票被費內巴切球迷選為本場比賽的最佳球員。 金玟哉在2022年3月20日對陣科尼亞的比賽中為費內巴切打進了他的第一個進球。 在2021–22 賽季結束後，國際體育研究中心(CIES)和FIFA_22選擇金玟哉在本季土超的最佳陣容中。

### 那不勒斯
2022年7月27日，金玟哉加入意甲俱樂部那不勒斯，代替转会切尔西的卡利杜·高列巴尼。
在为那不勒斯效力的第一个赛季，金玟哉是俱樂部在2022-23赛季第三次夺得意甲冠军的重要一员，这也是那不勒斯近三十年来首次夺得意甲冠军，金玟哉还被评为赛季意甲最佳后卫。

### 拜仁慕尼黑
2023年7月，金玟哉加入德甲球隊拜仁慕尼黑，將身著3號球衣為拜仁慕尼黑征戰。
24/25球季，他成為了拜仁慕尼黑奪得德甲冠軍的一員。

## 国家队生涯
2014年，金玟哉首次代表韩国U20足球队参加国际比赛。
2017年8月14日，金玟哉入选韓國对阵伊朗和乌兹别克斯坦的2018年世界杯亚洲区预选赛参赛球员名单。
2017年8月31日，他在首尔世界杯体育场举行的韓國与伊朗的世界杯亚预赛中首次为国家队出场。
然而，金玟哉于2018年5月2日在球队比赛中受伤，因而未能参加2018年世界杯。
2019年12月，他入选韩国国家足球队，出戰2019年東亞足球錦標賽，並獲得最佳防守球員的獎項。
2022年11月，金玟哉獲选入2022年世界盃最終26人名單，并以主力身份帮助球队打入16强。

## 榮譽

### 俱乐部
全北現代
- K聯賽1：2017、2018[14]

那不勒斯
- 意甲冠軍：2022–23[15]

拜仁慕尼黑
- 德甲冠軍：2024–25
- 德國超級盃冠軍：2025[16]

### 國家隊
韓國 U23
- 亞洲運動會足球比賽冠軍：2018

韓國
- 東亞足球錦標賽：2019[17]

### 個人
- K聯賽1最佳年青球員 : 2017[18]
- 亞足協亞洲盃最佳陣容: 2019[19]
- 東亞足球錦標賽最佳後衛：2019[20]
- 義大利甲組足球聯賽最佳後衛：2023

## 外部連結
- Soccerway資料庫：金玟哉
- 金玟哉的Instagram帳戶